# Chappell-Nunatakker
Die Chappell-Nunatakker sind eine Gruppe aus drei Nunatakkern in der antarktischen Ross Dependency. Sie ragen im Zentrum der Cobham Range in den Churchill Mountains auf.
Teilnehmer einer von 1964 bis 1965 dauernden Kampagne im Rahmen der New Zealand Geological Survey Antarctic Expedition benannten die Gruppe nach John Michael Arthur Chappell (1940–2018), einem Geologen dieser Forschungsreise.